# 海港冰川
海港冰川（英語：Harbour Glacier）是南極洲的冰川，位於帕默群島的溫克島西北部，長6公里、寬3公里，由保加利亞的探險隊發現，現時由南極條約體系管理。